# Olo
Olo is een plaats (freguesia) in de Portugese gemeente Amarante en telt 446 inwoners (2001).